# イースIII
『イースIII』（イーススリー、Ys-III）とは、日本ファルコムのアクションロールプレイングゲーム (ARPG)、イースシリーズの第3作目。
オリジナルの正式販売タイトルは『WANDERERS FROM Ys』（ワンダラーズフロムイース）であり元々『イースIII』は通称であったが、後の移植作品では『イースIII』もしくは『イースIII -ワンダラーズフロムイース-』が正式な販売タイトルとなっている。
ファルコム自身によるリメイク作品として『イース -フェルガナの誓い-』がある。
※『イースシリーズ』の項も合わせて参照。また『イース -フェルガナの誓い-』は該当ページを参照のこと。

## 概要
赤毛の剣士アドル・クリスティンが主人公の冒険ファンタジー。『I』・『II』におけるイースの冒険から3年ほど後の物語で、ドギの故郷フェルガナ地方において、この地に伝わる魔王ガルバランの謎に迫る。原典とされるアドルの冒険日誌は『フェルガナ冒険記』。前作までとは大きく異なり、アクション要素を前面に押し出した横スクロールARPGとなった。
発売当初の販売タイトルは『WANDERERS FROM Ys』（イースからの放浪者）と外伝的な物であり、なおかつ『Ys-III』の文字を含んでいない。これは本作が『I』・『II』の舞台である「古代王国イース」とは直接関係がなく、システムも大きく変わっているために続編というよりは外伝に近いことによる。ただし、『Ys-III』は副題としてオープニング中には表示されており、通称としてもよく使われていた。
その後、PCエンジン (PCE) CD-ROM2への移植の際に、メインタイトルを『イースIII』に変えられて以降は全ての移植作品で『イースIII』が主題となっており、機種によっては元々の主題『ワンダラーズフロムイース』を副題としている。なお、移植のベースが大きく二系統あるものの、作品としては同じものであり、タイトルと内容との間に相関関係はない。
なお、2005年にファルコムよりWindows向けに販売された『イース -フェルガナの誓い- (F)』は、『VI』のシステムを使って『III』をリメイクした作品である。

## 開発スタッフ
オリジナルの開発スタッフは公表されていない。『III』発売のわずか3ヶ月前に『I』・『II』の開発スタッフが中心となりクインテットが設立されている事から、非公開の理由は開発スタッフの多くが発売を待たずしてファルコムを離れたためと推測されている。
なおPC-8801版のメインプログラムに関しては橋本昌哉が開発し、発売を待たずにファルコムを退社。X68000版に関してはPC-9801版の開発を担当した桶谷正剛がプログラムしている。MSX2版ではエンディングに匿名の隠しスタッフ・ロールがあるほか、オープニング（シナリオ）ディスク内に隠しメッセージとして製作者の名前が書き込まれている。
オリジナル・サウンドトラックではFalcom Sound Team J.D.K.および石川三恵子名義での作曲となっている。

### オリジナル版
PC88オリジナル版スタッフ
- ゲームデザイン：橋本昌哉
- プログラミング：橋本昌哉
- シナリオ：宮崎友好
- グラフィックデザイン：横田幸次・都築和彦
- モンスターデザイン:佐藤善美
- ミュージックコンポーズ：石川三恵子
- マップデザイン：桶谷正剛・横田幸次・都築和彦
- ビジュアル・グラフィック：横田幸次
- プロデュース：加藤正幸

### PCE版
| - ガルバラン / ナレーション - 銀河万丈 - ドギ - 屋良有作 - エレナ - 富沢美智恵 - チェスター - 堀秀行 - エドガー - 柴田秀勝 - マクガイア - 田中康郎 - ガーランド - 佐藤正治 - ドギの師匠 - 田中和実 - ピエール神父 - 掛川裕司 - ガードナー - 平野正人 - 坑夫・デューイ - 小林通孝 | ハドソン、アルファシステム - 制作 / 総指揮：工藤裕司 - プログラム - ビジュアルデモパート：よしのずゐ - ゲームパート：JOE熊本 - ゲームイベントパート：佐々木哲哉 - アシスタント：山本剛 - サウンド：（株）コンポジラ 鈴木誠 - 編曲：米光亮 - サウンドプロデューサー：笹川敏幸 - グラフィック・チーフ：角谷篤志 - 原画：福島義晴 / 天城秀行(山根ともお) / 岡本敏郎 - シナリオ再構成：長山豊 - テンポラリーアドバイザー：進藤司 - ディレクター：梶野竜太郎 / 長山豊 - テクニカルスーパーバイザー：HaHi - 総括：松永智史 - プロデューサー：清水始 / 小山俊典 / 佐々木哲哉 - マネージャー：松本有史 - エグゼクティブプロデューサー：中本伸一 |

### PS2版
| - アドル - 織田優成 - ドギ - 山川敦也 - エレナ - 大竹理央 - チェスター - 千葉一伸 - エドガー - 菊地仁 - アイーダ - 波咲まこ - ドギの師匠 - 馬場一嘉 - 坑夫 - 小野寺芳浩 | タイトー、アクセス - エグゼクティブプロデューサー：西垣保男 / 下高重雄 - プロデューサー：神村武 - 制作進行：馬先正之 - 企画：木村春樹 / 當房寛一 / 谷昌宏 - プログラム：島津雅信 / 小島幸治 / 三間規公 / 鈴木俊介 / 鈴木治雄 / えむた |

## ストーリー
赤毛の剣士アドルは相棒ドギとの冒険旅行の最中、ドギの故郷フェルガナの悪い噂を耳にする。不安を胸にフェルガナを訪れてみると凶暴化している魔物達。どうやらこの地に伝説として伝わる魔王ガルバランが関係している様だが……。

## ゲームシステム
前作とは大きく変わり、サイドビューのアクションRPGとなり、移動・アイテム使用の他に、攻撃・ジャンプの操作が加わるなどアクション的要素が強くなった。RPG的要素は前作までとほぼ同じではあるが、MPがなくなり、相当するステータスとしてRINGが加わった。サブ画面は『I』と同じくSTATUS画面、INVENTORY画面の2種類でそれぞれの表示にボタンがあてがわれている。
ステージ制となっており、何度でも同じステージを訪れる事は出来るが、条件を満たさなければ新たなステージに進む事は出来ない。新たなステージに進む条件を満たすとアラーム音のような効果音が鳴る。拠点となるレドモンドの街をでるとマップ画面が表示され、自分の訪れたいステージを選択する形となっている。どのステージでも外に出ると必ず街に戻され、ステージからステージへの移動は出来ない。

### 難易度設定
本作ではゲーム開始時にEASY・NORMAL・HARDの3種類からゲーム難易度を選択できる。

### 画面構成
画面下部に表示されるステータスのレイアウトが若干変わったが基本的には前作を踏襲。現在のMP / 最大MPに代わりRINGの現在値が表示されるようになった。従って『III』で画面下部に表示されるステータス情報は現在のHP / 最大HP、現在のRING、取得経験値、ゴールドの各数値と、プレーヤーと敵のHPをしめす棒グラフとなった。グラフは前作同様現在の残りHPが黄色、ダメージを受けた分のHPが赤で示される。サブ画面としてステータス画面、アイテム画面を開いて見る事ができ、サブ画面表示中はゲームにポーズがかかる。
PS2版では敵のHPグラフが廃止され、次のレベルアップ経験値、現在装備しているアイテムとリングのアイコンが追加されている。

### 攻撃
前作までとは打って変わり、剣を振っての攻撃となった。体当たりではダメージを受けるだけである。なおPS2版以外では攻撃ボタンを押し続けていれば連続で剣を振り続ける。攻撃は方向キー、ジャンプと組み合わせることで攻撃の仕方が変わる。
- 通常攻撃 - 攻撃ボタン
- 上突き - 攻撃ボタン+↑（PS2版では斜め上斬り）
- 下突き - ジャンプ中に↓
- しゃがみ斬り - ↓+攻撃ボタン
- ジャンプ斬り - ジャンプ中に攻撃ボタン

※上突き以外は左右を加える事によって移動しながらの攻撃も可能。

### 回復
HPは街の中および、各ステージのエントランス部分で自動的に回復していく。本作ではHP回復可能な場所であれば立ち止まる必要はない。「HEAL RING」を装備すると、ダンジョン内でも1HPあたり1RING消費し回復する事ができる。ITEMの「薬草」を使用すると瞬時に全回復できる。中ボス・ステージボスを倒すと全快する（ガルバラン島の中ボスのみ、倒しても回復しない）。
MPに相当するRINGの回復はショップでGOLDを払うことで全快する他、敵を1匹倒す毎に1回復する。またアイテム「プロシアの秘薬」でも50程回復。

### ステータス
メイン画面下部で主な物が表示される他、STATUS画面で詳しい情報を見る事が出来る。STATUS画面で表示される情報は以下の通りである。
- LEVEL：レベル。最高値は16。レベルがあがると最大HP、STR、DEFの値が上昇する。
- STR：攻撃力。最高値は255。レベルアップの他、剣の装備によって上昇。
- DEF：防御力。最高値は255。レベルアップの他、盾・鎧の装備によって上昇。
- HP：ヒットポイント。最高値は255。0になるとゲームオーバー。
- GOLD：金。敵を倒すと取得。武器などの購入に使用。
- EXP：経験値。敵を倒すと取得。一定値に達するとレベルが上昇。最高値は65535。
- NEXT EXP：次にレベルが上がる経験値。
- RANK：ゲーム難易度。

メイン画面では表示されるがSTATUS画面には表示されないもの。
- RING：リングパワー。最高値は最初から255でレベルによって変動せず。RINGの効果が発揮されている間消費。

### アイテム
アイテム一覧を示すインベントリー画面は、『II』では装備品とアイテムの2画面に分かれていたが、『I』とほぼ同じ構成の1画面に戻った。インベントリー画面左側がEQUIPMENTとして装備品一覧になっており、装備もしくは使用するアイテムは装備品の一つのカテゴリになった。装備品以外のアイテムは画面右側に表示され、その中で彫像だけはSTATUEとして別個に分類されている。『I』では装備品以外のアイテムは選択できなかったが、本作ではアイテム名を表示するだけながら装備品以外のアイテムも選択可能である。
『I』『II』とは異なりボス戦中でもインベントリー画面を開く事ができ、装備の変更が可能。またITEMを使用することもできる。

#### 装備品
装備することで効果が現れる、もしくは使用できるようになるもの。剣、鎧、盾、リング、アイテムがあり、各カテゴリにつき1つずつ装備できる。
SWORD
剣。装備するとSTRが上がる。装備しないと攻撃ができない。
- SHORT SWORD
- LONG SWORD
- BROAD SWORD
- BANDED SLAYER
- FLAME SWORD

ARMOR
鎧。装備するとDEFが上がる。
- LEATHER ARMOR
- CHAIN MAIL
- PLATE MAIL
- BANDED ARMOR
- BATTLE ARMOR

SHIELD
盾。装備するとDEFが上がる。
- WOOD SHIELD
- SMALL SHIELD
- LARGE SHIELD
- BANDED SHIELD
- BATTLE SHIELD

RING
指輪。装備するとRINGを消費しながら種類に応じた特殊効果が得られる。
- POWER RING - 攻撃力が2倍になる。
- SHIELD RING - 防御力が2倍になる。
- TIMER RING - 敵の移動速度が1/2になる。
- HEAL RING - ダンジョン内でもHP回復が可能になる。1HPあたり1RINGを消費。
- PROTECT RING - ダメージを一切受けなくなる。RINGの消費スピードが速い。

ITEM
消費アイテムや、装備する事によって効果が現れるアイテム。PS2版では3回使えるアイテムは3個所有できるように変更された。
- 薬草 - HPが全回復する。1回のみ使用可能。
- ブロシアの秘薬 - RINGが50程度回復する（PS2版では全回復）。3回使える。
- 幻影の鏡 - 敵の動きを一定時間止められる。3回使える。
- アミュレット - 画面中の敵にダメージを与える。3回使える。
- 鬼火の宝珠 - 赤い輝きを放つ宝珠。ガルバラン島の漆黒の闇を照らし出す魔力を秘めている。

#### 装備品以外
ストーリー進行に不可欠な重要アイテムなど。基本的には持っているだけで効果がある。
- 倉庫の鍵 - 倉庫の扉を開ける事が出来る。
- 精霊の首飾り - 難易度によって効果が変わる。EASYモードでは死んでも一度生き返る。NORMALモードではダメージを受けた時にはね飛ばされなくなる。HARDモードではガルバラン島の中ボスが、倒した後に街へ戻っても復活しなくなる。
- 輝きの水晶 - プロシアの秘薬の原料。
- 夜魔の石像 - ガルバラン島の入口を閉じている岩を動かすために必要。
- etc.

ストーリー上で特に重要な「彫像」は、STATUEとして区分されている。
- 落日の彫像
- 星月の彫像
- 白光の彫像
- 暗黒の彫像

### セーブ
ボス戦の音楽がかかっている場所ではセーブが出来ない。それ以外であればどこでもセーブする事ができる。MD版では裏技を使用すればボス戦の画面でもセーブが可能。

## 登場人物
アドル・クリスティン
シリーズの主人公。燃えるような赤毛を持つ冒険者。19歳。
ドギ
アドルと共に冒険を続けている相棒。25歳。本作の舞台であるフェルガナ地方はドギの故郷であり、出奔して以来初めて帰郷する。力自慢で、今回も落盤を一人で掘り抜く姿を見せる。
エレナ・ストダート
ドギの幼馴染でチェスターの妹。17歳。マクガイア城主の下で怪しい仕事をしている兄を心配している。アドルが苦労して訪れた、敵が多く危険な場所にも一人で現れる事が多々あるため、イースシリーズのヒロインの中では「VIII」のダーナに次ぐ実力者とも言われる。
チェスター・ストダート
ドギの幼馴染でエレナの兄。妹の心配とは裏腹に怪しい行動をとり続ける。
エドガー
町の責任者でチェスター、エレナの育ての親。
デューイ
ティグレーの採石場で働く抗夫。エドガーの部下である。
ボブ
ティグレーの採石場で働く抗夫。採石場で落盤事故にあい、行方不明となる。
ピエール神父
レドモンドの街の神父。
ドギの師匠
エルダーム山脈の小屋に住む。
マグガイア城主
フェルガナ地方を治める、バレスタイン城の城主。
ガーランド
マグガイアの右腕と活躍している魔導師。その正体はガルバランの直属の部下で、ガルバランの復活を企んでいる。
ガルバラン
その昔、フェルガナ地方を恐怖に渦巻いた魔王。
ジェノス
ガルバランを倒した伝説の勇者。

## 機種間の差
ラストボスの強さの違いから、オリジナルのPC-8801版をベースとした物と、X68000版をベースとした物の2種類に大別することが出来る。なおグラフィック・BGMといった演出部分はそれぞれの機種の性能に合わせた変更が見られる為特筆すべき変更点のみを挙げる。

### PC-88系
PC-88
全ての元となったオリジナル。エンディングのBGMが無限ループになっている。
CPUクロックを判別し、クロックに応じてスクロール処理の省略などが行われている。
プロジェクトEGGで配信されている。
2024年5月9日に『EGGコンソール ワンダラーズ フロム イース PC-8801mkIISR』がNintendo Switch向けに配信開始された。
PC-98
スピード調節機能が付いている。ザナドゥの時以来のCtrl立ち上げによるユーザーディスク作成モードが採用され、その時にディスプレイモード（8色アナログ/デジタル）・FM音源ボード・メモリ数・難易度設定が可能となっている。ゲーム中はテキスト表示の部分のみ、グラフィックはエンディングのみではあるものの、ファルコムのPC-9800シリーズのゲームで初めて400ライン表示に対応。エンディングのBGMが無限ループするものから完結する長大なものへと変更されている。最初に発売されたサントラはこのPC-98版を元にアレンジしたものが収録している。
386機までプレイ可能と後のカタログには掲載されていたが、286機ではV30モード以外での正常な実行は保証されず、実際に起動に失敗するケースがある。
オプションのFM音源に加え、Beepによる単音のBGM演奏にも対応している。
セーブ可能な数が1枚のディスクにつき最大3箇所までに増えている。
プロジェクトEGGで配信されている。
MSX2
画面はScreen5を用いた256×212ドットとオリジナルに対し解像度が低くなっている反面、色数が8色から16色に描き直されており他の機種よりも全体的に明るく華やかな色使いがなされている。
ゲーム全体が元々若干低速な上、PC-88版の4MHz動作時のように処理を省いていないため、更に動作が低速になる部分が存在するが、VDPの仕様から、対ボス戦など逆に動作が高速になる部分もある。
バレスタイン城のグラフィックが夕焼けに変更され、以降の移植作品の多くはこのMSX2版を基に移植されている。対応音源はPSGのみであり、エンディングBGMは上の二機種とも違う構成をとり、隠しスタッフロールが用意されておりエンディングの最後にK、Pを押下すると表示させることが出来る。エンディングの文字のスクロールが非常に遅く、終了までに10分30秒掛かる。
MSX2版イースIIとは異なり、セーブ可能な数が1枚のディスクにつき1箇所のみで、同時期のゲームの多くが対応した、PAC/FM-PACのSRAMセーブには対応していない。また、PIO転送のFDDインターフェイスであるため、ディスクアクセスと並列に処理を行うことが出来ず、画面切り替えやアイテム使用などディスクアクセスが発生した場合音楽が初めから再生されるようになっているほか、ユーザディスク作成のBGMは削除され、前述の隠しスタッフロールに対応する曲が追加されている。
プロジェクトEGGで配信されている。
2025年3月27日に『EGGコンソール ワンダラーズ フロム イース MSX2』がNintendo Switch向けに配信開始された。
PCエンジン
PC-88版を元とはしているが、X68000版の演出も一部取り入れている。難易度設定がなくなっている。レベルの上限が上げられ細かくレベルが上がる様になっている。声優によるしゃべる演出を採用。ただし『イースI・II』とは異なりアップグラフィックの表示はない。ハードの仕様上、多重スクロールは無理であったものを、スプライトの多用によって擬似的に再現している。
BGMは他のイースシリーズ同様、米光亮によるアレンジCD音源を使用。未使用曲として「静かな刻」「Welcome!!」「哀愁のトワイライト」のアレンジ音源があり（ゲームではCD音源収録時間の限界からか、内蔵音源を使用）、これらの未使用曲はPCエンジンソフト「うる星やつら STAY WITH YOU」のハドソンCD-ROM2音楽全集同梱版の付属CDにてその断片を聞くことができる。
2011年2月16日からPCエンジンアーカイブスで配信されている。

### X68000系
X68000
そのハードウェア設計にあわせ、アクション性が向上し、ユーザにあわせ難易度も上がっている。
最大の違いは最終ボスが強化され倒し方も変わった事であるが、その他ストーリー等にも細かい変更点が存在。スクロールがドット単位になりグラフィックは256色で描き直されている。動作速度とスプライト表示数を考慮し、多重スクロールの枚数が減っている。また画面解像度もMSX2と同様のものになっている。サウンドはステレオでアレンジされ、川合将明により新曲が5曲追加されている。
また、スプライトが左右反転で描画されるため、剣と盾の持ち手が固定されない。
プロジェクトEGGで配信されている。
スーパーファミコン
ほぼ忠実にX68000版が移植されているがグラフィック等に変更はあり、全体的に暗く落ち着いた色使いがなされている。難易度設定なし。
敵キャラクタが無限に出てくる、敵キャラクタが障害物をすり抜ける等の作り込みの甘さや、「主人公の敵に対し剣の当たり判定」「敵キャラクタからの主人公のダメージ判定」が一定しておらず、視覚的には「（主人公が敵に対し剣で）当たっていないのに敵へダメージを与えられる」「（主人公が敵と）当たっていないのにダメージを受ける」という事もあり、難易度がかなり高い。
サウンドはステレオにアレンジされており、オリジナルの楽曲もあったが、明らかに他機種とは作風が異なっている。独特の音色を使う傾向があり、特に「翼を持った少年」および「バレスタイン城」のイントロはトランペット風の音色が採用されており、またスーパーファミコンでの再現の範囲内とは言えオーケストラの楽器音に寄せたシンフォニックなアレンジであり、音楽担当者のオーケストレーション能力の高さが窺える。オープニングとエンディングがオリジナルのものだが、これも画風が明らかに異なった。多重スクロールをハードの機能で実現していたがX68000版と同様に枚数が少ない。バレスタイン城へ行くにはエドガーと話す必要がある等、シナリオも若干異なっている。
ファミリーコンピュータ
ハードの能力の低さからIII最大の売りの一つだった多重スクロールは再現されていない。ただ動作速度は十分なものとなり、MSX版と対照的な作りになった。また一部カットされるなど若干ダンジョンの変更があり。作中の登場人物の身長差が激しい。難易度設定なし。
メガドライブ
PCエンジン版とは逆に、X68000版をベースとしながらもマップ等においてPC-88版の仕様も見られる。難易度設定なし。多重スクロールをハードの機能で持っているということもあるが、家庭用他機種のような問題がなく完成度はパソコン版に見劣りしない。家庭用移植では最も忠実で出来も良いが、発売時期が遅く他機種での評価が確定した後だったのであまり評判にならなかった。BGMは、岩垂徳行と窪寺義明によってコンバートされた。
PlayStation 2
X68000版をベースにはしているが多くのアレンジが加えられている。
- ストーリーにアレンジが加えられ、省略された箇所がいくつか見られる。
- 街の中も選択式のマップになっている。
- グラフィックアップや声優によるしゃべる演出を採用。
- 連射の廃止など攻撃アクションの変更。
- アイテムの名称が一部変更されている。複数回使用可能だったアイテムが使用回数は1回になり複数所持が可能に。
- レベルの最高値が16になり、レベルが上がるとHPが全快する。
- 一部を除き、スクロールなしで場面が切り替わる幅へとマップが細分化され、大きくアレンジが加えられている。一部画面では多重スクロールも見られるが、それでもマップが切り替わる幅が非常に狭いため、多重スクロールであるかどうかが分かりにくい。

## メディアミックス作品
『I』・『II』に比較すると少ないながら、CD等の音楽メディア、小説、ゲームブックと『III』も様々な形でメディアミックス展開されている。

### 音楽メディア
『III』を主に扱っているもの。注のない物はCDのみ。原曲であるPC-88版や微修正を加えられたPC-98版のオリジナル音源はこれまで発売されていない。
※カセットテープ有
キングレコード
- MUSIC FROM YsIII WANDERERS FROM Ys ※
  - PC-98版を元にアレンジを加えたもの。原曲に対して多くのメロディーラインを追加しており、特に複雑なリズムを構成していたボス1・2の音楽に関してはリズムを単純なものへ修正するなど大幅に変更されている。また、X68000の音源を使用したアレンジバージョンも追加されている。
- YsIII J.D.K. SPECIAL ※
  - X68000版のサウンドトラック。J.D.K.BANDによるアレンジバージョンも収録されており、同バンドのデビュー作となった。また、カセットテープ版(KITA-1002)もリリースされ、これがファルコムレーベル最後のカセットテープ作品となった。
- PERFECT COLLECTION YsIII
- WANDERERS FROM Ys SUPER ARRANGE VERSION ※

### 小説
飛火野版は「2」となっているがあくまで飛火野版小説の「2」ということであり、本作をベースとしており『イースII』とは関わりがない。
- イース2 異界からの挑戦 - 飛火野耀 著（角川スニーカー文庫）
- イースIII 友にささげる鎮魂歌（レクイエム） - 大場惑 著 / イラスト 池上明子（ログアウト冒険文庫）

### ゲームブック
- イースIII〜伝説の魔王〜 - 双葉文庫ゲームブック